# Török Irma
Török Irma, Török Mária Jozefa Antónia (Temesvár, 1875. március 13. – Budapest, 1945. november 6.) drámai színésznő.

## Élete
Török József és Scheid Mária leányaként született. A színiakadémiát elvégezve, 1893-ban Paulay Ede szerződtette a Nemzeti Színházhoz. A proletárok című Csiky-darabban lépett fel, ahol olyan sikert aratott, hogy azonnal az élvonalba került. Meleg érzés, természetes beszéd, minden érzelem kifejezésére alkalmas játék jellemezte színpadi szereplését, melynek legjellegzetesebb vonása, hogy szerepeit lelkileg átélte. Az igazi élet művészetét állította a közönség elé és az új iskola híveként a deklamáció segítőeszközeitől ment játékával ösztönös, igaz bensőséggel szólaltatta meg alakjait az Egértől az Elektráig (Hofmansthal), a klasszikus Shakespeare-darabokban éppúgy, mint a francia társadalmi színművekben vagy akár Herczeg Ferenc Dolovai nábobjában.
Keglevich gróf, a Nemzeti Színház intendánsa, a párizsi világkiállítás alkalmával színházi tanulmányútra küldte; 1900-ban Londonban ő képviselte a magyar drámai színművészetet, amikor is egy fényes hangverseny keretében cigányzene kísérettel szavalt magyar költeményeket és nagy sikert aratott a legelőkelőbb angol közönség előtt. 1911. május 6-án Budapesten, az Erzsébetvárosban karancsberényi Berényi János Leó gróf felesége lett.
1914-ben visszavonult a színpadtól. 1924-ben lett a Nemzeti Színház örökös tagja.
1945. november 6-án Budapesten érte a halál.

## Főbb szerepei
- Jób Vilma - (Herczeg Ferenc: A dolovai nábob leánya)
- Ofélia (Shahespeare: Hamlet)
- Cordelia (Shakespeare: Lear király)
- Claire (Georges Ohnet: A vasgyáros)
- Elektra (Hofmanstnal)